# Malters
Malters (toponimo tedesco) è un comune svizzero di 7 691 abitanti del Canton Lucerna, nel distretto di Lucerna Campagna.

## Geografia fisica

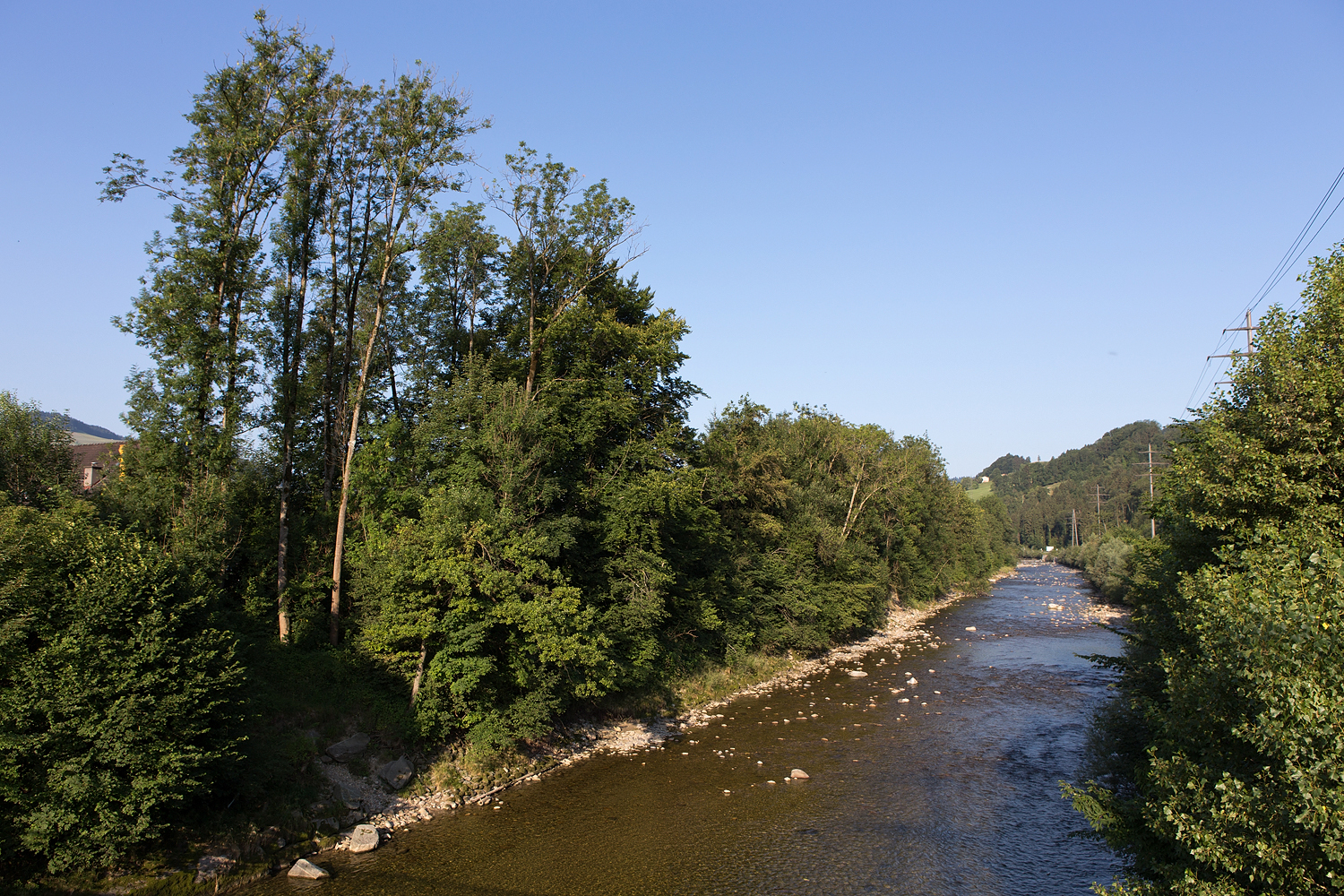
La Kleine Emme presso Malters

Malters sorge lungo le rive del fiume Kleine Emme.

## Storia
Dal territorio di Malters nel 1845 fu scorporata la località di Schwarzenberg, divenuta comune autonomo.

## Monumenti e luoghi d'interesse
- Chiesa parrocchiale cattolica di San Martino, ampliata nel 1511 e nel 1602 e ricostruita nel 1833-1835[3];
- Cappella di San Jodoco in località Blatten, eretta nel 1370 e ampliata nel 1511, nel 1629-1655 e decorata con stucchi rococò nel XVIII secolo[3];
- Chiesa riformata (Mirjamskirche), eretta nel 1914[3].

## Società

### Evoluzione demografica
L'evoluzione demografica è riportata nella seguente tabella:
Abitanti censiti

## Geografia antropica
Il comune fa parte dell'area metropolitana di Lucerna.

### Frazioni
Le frazioni di Malters sono:
- Blatten
- Ei-Brunau (o Ey-Brunau)
- Enningen
- Ettisbühl
- Rengg
- Zil[senza fonte]

## Economia
L'economia locale si basa prevalentemente sui settori primario e secondario e sul pendolarismo in uscita verso Lucerna.

## Infrastrutture e trasporti

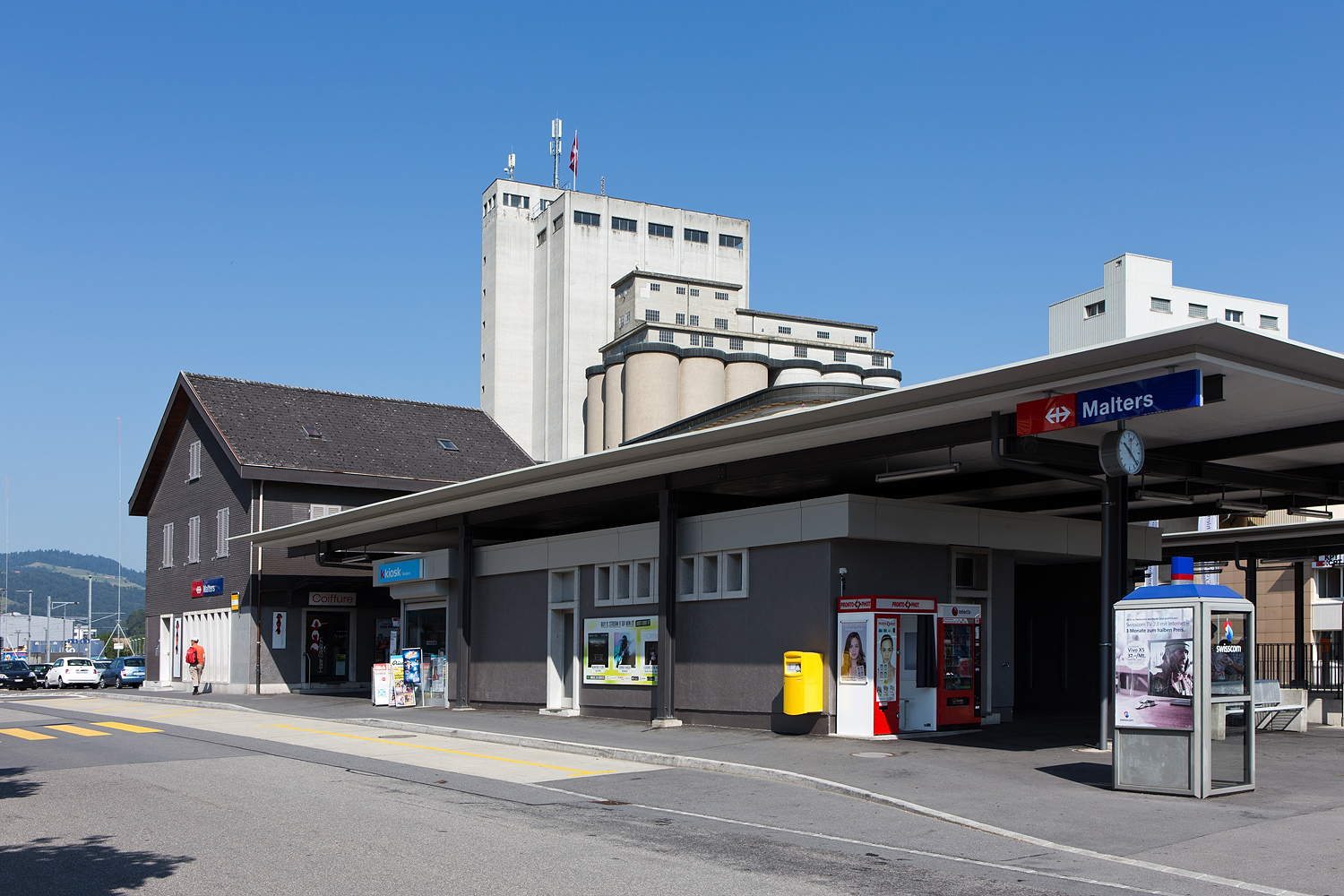
La stazione di Malters

Malters è servita dalla stazione ferroviaria omonima delle Zentralbahn, sulla linea del Brünig.